# Есбаев, Аблахат Смагулович
Аблахат Смагулович Есбаев (каз. Әбілахат Ысмағұлұлы Есбаев; также Исмагулович; 25.11.1925, Амангельдинский район Костанайской области, Казакская АССР, СССР — 10.5.1976, Алма-Ата, КазССР, СССР) — советский казахский композитор.

## Биография
Участник Великой Отечественной войны, призван в 1943 году, служил в 68 механизированной бригаде 8 механизированного корпуса 2-го Украинского фронта. Награждён медалью «За боевые заслуги».
В 1951—1953 годах учился в Алма-Атинской государственной консерватории им. Курмангазы по классу композиции доцента В. В. Великанова.
С 1953 года — музыкальный редактор Казахского радио.
Скончался в Алма-Ате, похоронен на Кенсайском кладбище.

## Творчество
Работал в жанре вокальной музыки (песни, романсы, баллады, хоры). Автор около 240 песен и романсов, музыки к 8 спектаклям: «Солнце и тень» С.Адамбекова, «Накануне свадьбы» А.Тажибаева, «Женитьба Досыма» К.Аманжолова и для радиопостановки по поэме И.Байзакова «Акбопе», а также телефильму «Енлик-Кебек», и др.
Первое произведение — «Туган ел» («Родная страна», 1942). Песни: «Девушка Маржан», «Праздник молодости», «Девушка с берегов Жаика», «Догони девушку», «Мой учитель», «Где вы, мои друзья!», «Шофер прибыл на полевой стан», «Наставник», «Лебедь моя» и другие.
Неоднократный лауреат республиканских конкурсов песен, лауреат Всесоюзного конкурса (за песню на слова Ж. Жабаева «Союз мой — родина счастья», 1972). В Алма-Ате одна из улиц названа его именем.